# Fort Warren
Fort Warren é um forte construído em pedra e granito localizado na Georges Island, ilha que pertencente ao estado de Massachusetts, Estados Unidos.
Construído entre 1833 e 1861, foi utilizado durante a Guerra Civil Americana para proteger o Porto de Boston, além de servir como prisão para oficiais confederados. O local permaneceu ativo, militarmente, durante a primeira e a segunda guerra mundial e a Guerra Hispano-Americana, sendo desativado em 1947. Depois desta data, transformou-se em um ponto turístico.
O forte foi designado, em 29 de agosto de 1970, um distrito do Registro Nacional de Lugares Históricos bem como, em 22 de maio do mesmo ano, um Marco Histórico Nacional.